# 勇
勇（ゆう）とは、儒教における徳目のひとつ。勇気（おそれない心）のこと。儒学においては、三徳のひとつに数えられる。

## 概要
四書のひとつ『論語』に「智の人は惑わず、仁の人は憂えず、勇の人は恐れず」とあり、孔子は、勇者は心が強く道義にかない虚心坦懐であるから、何事に対してもおそれないとして、「智」・「仁」とならんで「勇」を大いなる徳と見なし、「義を見てなさざるは勇なきなり」とも記している。ただし、『論語』には「勇にして礼無ければ則ち乱す」（勇気も度が過ぎると乱暴なだけである）、「徳ある者は必ず言あり、言ある者は必ずしも徳あらず。仁者は必ず勇あり、勇者は必ずしも仁あらず」（徳ある人は必ずや言葉が優れているが、言葉の優れる人が必ずしも徳があるというのではない。仁者は必ず勇気をもつが、勇者が必ずしも仁徳を備えているとは限らない）の文言もある。
同じく四書のひとつである『中庸』には「好学近乎知、力行近乎仁、知恥近乎勇」とあって、「智仁勇の三者は天下の達徳なり」と述べ、「三達徳」（時代や身分を超えて、どんな場合にも通じる3つの徳）としている。